# Бурдюг
Бурдю́г (укр. Бурдюг) — село в Кельменецкой поселковой общине Днестровского района Черновицкой области Украины.
До 2020 года входило в Кельменецкий район
Первые письменные упоминания села относятся с XVIII веку.
В 1947 году был организован колхоз. Остновное направление деятельности — выращивание зерновых и сахарной свеклы с развитым мясо-молочным животноводством.
В селе были построены восьмилетняя школа, Дом животновода, библиотека, швейная мастерская, детский сад и медпункт.
В окрестностях обнаружены остатки поселений эпохи бронзы и трипольской культуры.
Население по переписи 2001 года составляло 934 человека.